# Angelo Custode Masciale
Angelo Custode Masciale (Bitonto, 23 febbraio 1918 – 11 maggio 1991) è stato un politico italiano.

## Biografia
Bancario pugliese, eletto al Senato della Repubblica con il Partito Socialista Italiano nel 1958 per la III legislatura. Alle elezioni politiche del 1963 è il primo dei non eletti, ma diventa senatore della IV legislatura nel novembre 1964 dopo il decesso del collega Giuseppe Papalia. A Palazzo Madama aderisce al gruppo del Partito Socialista Italiano di Unità Proletaria, con cui viene poi rieletto al Senato nel 1968, nella lista PCI-PSIUP, rimanendo in carica fino al 1972.
A livello locale è stato sindaco di Bitonto.
Muore nel maggio 1991, all'età di 73 anni.